# Glycerius
Glycerius (circa 420 - na 480) was een van de laatste keizers van het West-Romeinse Rijk. Hij regeerde van 473 tot 474. Na zijn afzetting werd hij bisschop in de vroege katholieke kerk.
Glycerius was een paleisfunctionaris aan het Keizerlijk hof in Ravenna, de hoofdstad van het rijk sinds het begin van de 5de eeuw. Op (of rond) 3 maart 473 werd hij door Gundobad, de West-Romeinse Magister Militum, tot keizer verklaard. In praktijk was hij slechts een marionet in handen van zijn beschermheer, die de legitiem verkozen, maar vermoorde Olybrius opvolgde. Daarom erkende de Oost-Romeinse keizer Leo I hem niet.
Het moet gezegd dat Glycerius het wankele West-Romeinse Rijk nog enige tijd heeft gered. Italië werd bedreigd door de Visigoten (die uit Zuid-Gallië en Spanje kwamen) en de Ostrogoten (die in Pannonië leefden). Glycerius kon, ondanks zijn korte regering, voorkomen dat de twee groepen samen de strijd zouden aanbinden met Rome, door de Ostrogoten aan te vallen, toen die naar Gallië wilden trekken.
Hoewel hij met deze tactiek veel succes had, kon Leo hem niet tolereren op de westelijke troon. Leo wees zijn verwant Iulius Nepos aan als nieuwe keizer. Nepos kon Glycerius ook dwingen af te treden met het machtige leger waarmee Nepos vanuit Dalmatia, waar hij gouverneur was, naar Ostia (de havenstad van Rome) voer, in juni 474. Toevallig was Glycerius daar op dat moment, in plaats van in de hoofdstad Ravenna, en hij gaf zich onmiddellijk over aan Nepos.
Nepos spaarde Glycerius, wellicht voor zijn medewerking, en gunde hem de functie van bisschop in Salonae, de hoofdstad van Nepos' vaderland Dalmatia. Ironisch genoeg ontmoetten beide mannen elkaar daar weer, nog geen 2 jaar later, na de afzetting van Nepos zelf door zijn eigen magister militum. Hij regeerde daar tot 480 als keizer-in-ballingschap. 
Een gelijktijdige bron (door de geschiedschrijver Malchus) vermeldt dat Glycerius betrokken was bij de moordaanslag op Iulius Nepos in het voorjaar van 480, hoogstwaarschijnlijk met de verdere betrokkenheid van Odoaker, de barbaarse koning van Italië op dat moment. Een andere bron vermeldt hoe Odoaker Glycerius aanduidde als nieuwe bisschop van Mediolanum (het moderne Milaan), toen, net als nu, een van de grootste steden van Europa. Dit suggereert dat Odoaker en Glycerius samenspanden. Toch zijn de overgebleven historische bewijzen zo schraal dat men niets kan bewijzen daaromtrent; we kennen zelfs de sterfdatum van Glycerius niet.